# Frantz (Film)
Frantz ist ein Spielfilm von François Ozon aus dem Jahr 2016. Die französisch-deutsche Koproduktion basiert in der ersten Hälfte auf dem Ernst-Lubitsch-Film Der Mann, den sein Gewissen trieb (1932). Größtenteils in Schwarzweißbildern konzipiert, erzählt das Melodram von der Begegnung einer Deutschen (dargestellt von Paula Beer), deren Verlobter im Krieg fiel, mit einem französischen Ex-Soldaten (Pierre Niney) kurz nach dem Ende des Ersten Weltkriegs in Deutschland.
Frantz wurde am 23. August 2016 in Frankreich uraufgeführt, während der französische Kinostart am 7. September 2016 erfolgte. In Deutschland wurde der Film am 29. September 2016 in den Kinos veröffentlicht.

## Handlung
Quedlinburg, im Jahr 1919: Die junge Anna sucht regelmäßig das Grab ihres Verlobten Frantz auf, der im Ersten Weltkrieg in Frankreich gefallen ist. Eines Tages bemerkt sie dort einen jungen Mann, der zwei Tage nacheinander an dem Grab Blumen ablegt. Bei dem Fremden handelt es sich um den jungen Franzosen Adrien. Er gibt an, vor dem Krieg mit Frantz befreundet gewesen zu sein und ihn schmerzlich zu vermissen. Beide hätten sich in Paris kennengelernt und die Liebe zur Kunst geteilt, vor allem zur Musik. Diese (von Adrien erfundene) Darstellung wird in dem Film durch inszenierte Szenen glaubhaft gemacht. Adrien wird von Anna und ihren Schwiegereltern aufgenommen, und die jungen Leute verbringen die Tage miteinander. Adrien gesteht Anna schließlich, dass er Frantz vor dem Krieg gar nicht gekannt hatte und dass vielmehr er es war, der Frantz bei Grabenkämpfen erschoss. Er sei nach Deutschland gekommen, um Frantz’ Angehörige um Vergebung zu bitten. Anna verschweigt dies ihren Schwiegereltern, die dank Adriens vermeintlicher Freundschaft mit Frantz zu innerem Frieden gefunden und Adrien in ihr Herz geschlossen haben, behauptet Adrien gegenüber jedoch, sie hätte es ihren Schwiegereltern gesagt und diese hätten ihm nicht verziehen. Bedrückt kehrt Adrien nach Frankreich zurück.

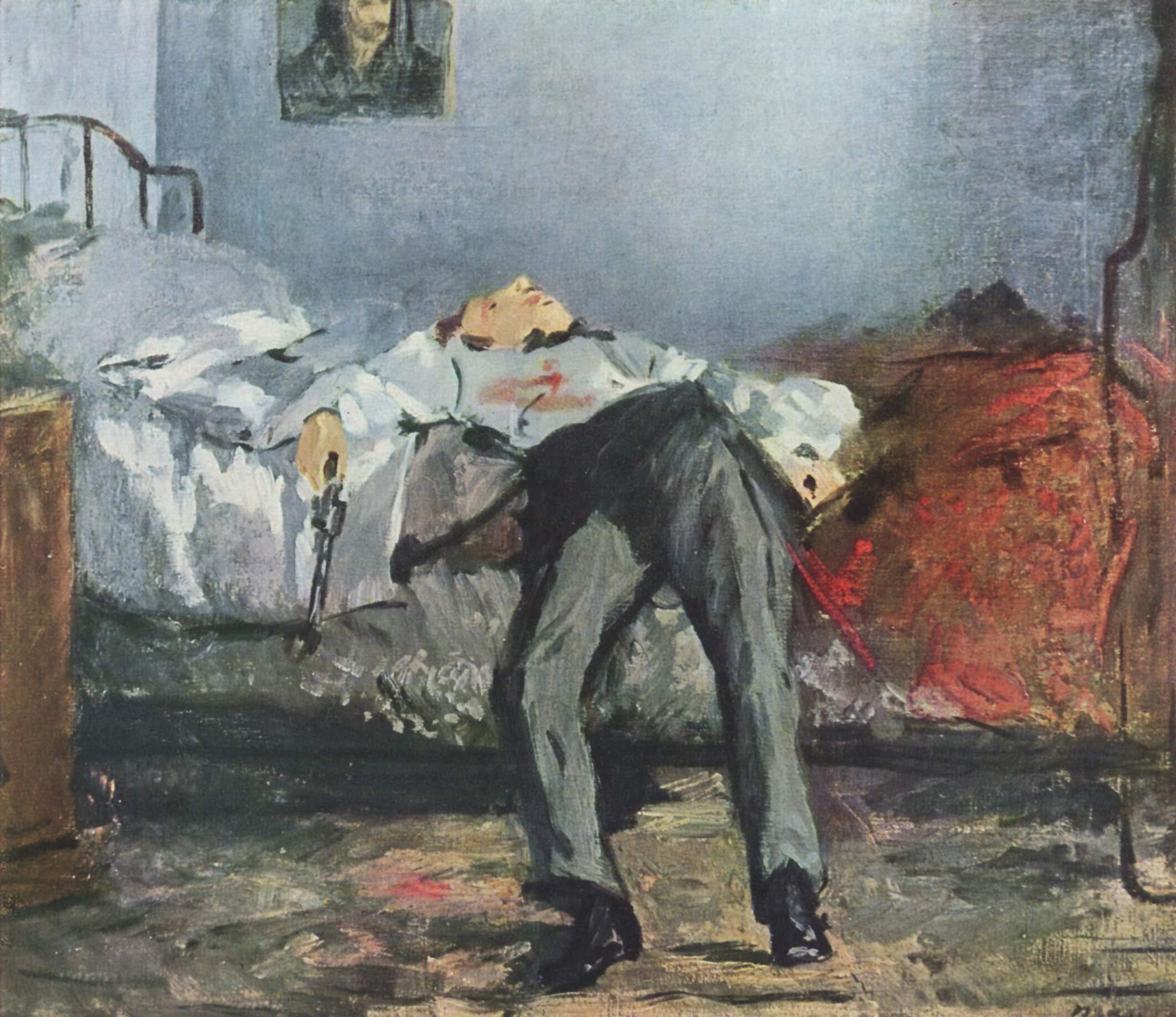
Adriens Lieblingsbild im Louvre: Der Selbstmörder von Manet (das Bild befindet sich in Wahrheit in der Sammlung E. G. Bührle, Zürich) und ist nicht wie im Film ein Großformat.

Anna ist innerlich zerrissen wegen ihrer Zuneigung zu Adrien und dem Wissen, dass er Frantz erschossen hat. Sie will sich im See ertränken, wird jedoch gerettet. Sie schickt Adrien einen Brief, aber dieser kommt zurück, weil der Adressat inzwischen unbekannt verzogen ist. So fährt Anna nach Frankreich, um nach Adrien zu suchen. Bei ihren Recherchen erfährt sie in einem Krankenhaus, dass ein Mann mit Adriens Nachnamen und dem gleichen Anfangsbuchstaben A. dort behandelt wurde, wahrscheinlich wegen Selbstmordversuchs. Als sie in der Patientenkartei nach seinem Namen sucht, findet sie als Adresse den Namen eines Friedhofs. Darauf bricht sie in Tränen aus. Auf dem Friedhof sieht sie jedoch auf dem Grabstein einen anderen Vornamen und es stellt sich heraus, dass dies ein Onkel von Adrien war. Schließlich findet sie Adrien auf dem Gut seiner Eltern. Seine Mutter erkennt rasch die Zuneigung der beiden zueinander, doch Adrien soll seine Jugendliebe Fanny heiraten, und er beugt sich diesem Wunsch. Als Anna das erfährt, reist sie gebrochen ab.
Statt nach Deutschland zurückzukehren, hält Anna gegenüber ihren Schwiegereltern die Fiktion von der Freundschaft zwischen Frantz und Adrien aufrecht und schreibt ihnen, dass es ihr in Paris gut gehe und sie viel Zeit mit Adrien verbringe. In der Schlusseinstellung sieht man Anna im Louvre neben einem jungen Mann, der Adrien ähnlich ist, vor Adriens Lieblingsbild – Der Selbstmörder von Manet – sitzen. Auf dessen Frage, ob auch ihr das Bild gefalle, antwortet sie: „Ja – es gibt mir Lust zu leben.“

## Zitat
„Ich wollte davon erzählen, wie Lügen und Geheimnisse in dramatischen Zeiten wie des Krieges und der Krise den Menschen beim Überleben helfen können. Die Lüge ist eine Metapher für unser Bedürfnis und unsere Sehnsucht nach Fiktion – und daher auch nach Filmen.“

## Hintergrund
Regisseur François Ozon sah in dem Film die ideale Gelegenheit, den brüderlichen Aspekt zwischen Deutschland und Frankreich zu beschreiben. Er betont, dass sein erster Auslandsaufenthalt in Deutschland gewesen war und er sich für die Sprache, Geschichte und Kultur des Landes interessiert. „Es war sehr wichtig für mich, die Geschichte von einem deutschen Standpunkt aus zu erzählen, von der Seite der Verlierer, aus den Augen derjenigen, die durch den Versailler Vertrag gedemütigt wurden, so konnte ich abbilden, wie Deutschland zu dieser Zeit fruchtbarer Boden für den sich ausbreitenden Nationalismus war. Ich wollte auch mit klassischen melodramatischen Motiven wie Schuld und Vergebung spielen, die in eine Entkopplung der Gefühle umschwenken“, so Ozon.
Frantz wurde im Jahr 2015 in Quedlinburg, Wernigerode und Görlitz sowie im französischen Eymoutiers (Département Haute-Vienne) gedreht. Ozon entschied sich dafür, seinen 16. Spielfilm als Regisseur größtenteils in Schwarzweiß zu drehen: „Eines Tages kam mir die Idee, unsere Fotos von möglichen Motiven in Schwarzweiß abzubilden. Wie durch ein Wunder wurden die Motive absolut glaubwürdig. Paradoxerweise verstärkt das Schwarzweiß den Realismus und die Authentizität, da wir diese Zeit nur in Schwarzweiß kennen“, so Ozon. Der Regisseur gab an, dass man verschiedene seiner Obsessionen in Frantz finden könne, er aber aufgrund der anderen (deutschen) Sprache, Schauspieler und Drehorte gezwungen war, sich „neu zu erfinden“.

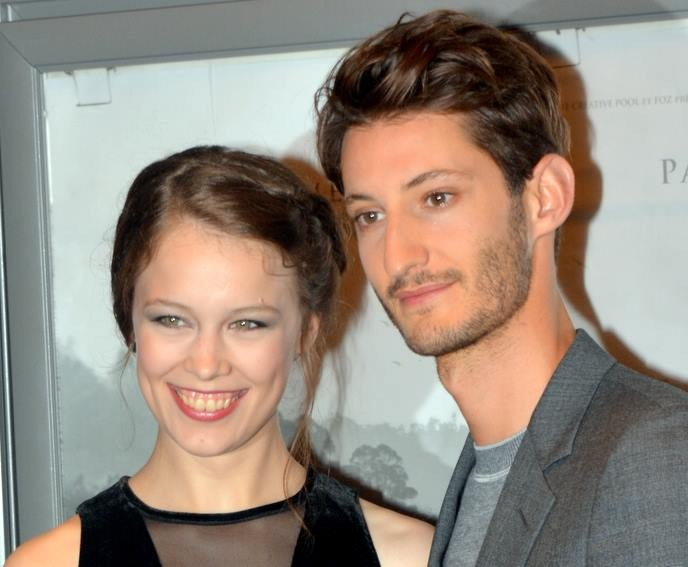
Paula Beer und Pierre Niney bei der Aufführung von Frantz in Paris (September 2016)

Eigenen Angaben zufolge reichten Ozons Deutschkenntnisse aus, um das Filmteam zu leiten. Er vertraute auf die Schauspieler und bat sie um Hilfe bei den Dialogen. Für die Hauptrollen verpflichtete er die jungen Schauspieler Paula Beer aus Deutschland und Pierre Niney aus Frankreich. Beer musste nach eigener Aussage zum Casting innerhalb eines Tages zwei Szenen auf Französisch vorbereiten. Sie habe schnell einen Weg gefunden, sich mit Ozon zu verständigen, und war danach vom Regisseur nach Paris eingeladen worden, um gemeinsam mit Pierre Niney zu proben. Nach einigen Tagen bekam Beer den Zuschlag für die Rolle. Sie hatte daraufhin sechs Wochen Zeit, den Part der Anna auf Deutsch und Französisch einzustudieren. Beim Dreh unterstützten sich Beer und Niney gegenseitig bei Problemen in der jeweils fremden Sprache. Während Ozon seinen Landsmann als großartigen Charakterschauspieler lobte, der in verschiedenen Registern spielen könne, fiel ihm an Beer etwas Schelmisches und sehr Melancholisches auf. Ozon lobte ihr schauspielerisches Spektrum, ihre Glaubwürdigkeit und Fotogenität: „Sie war erst zwanzig Jahre alt, aber ihr Spiel zeugte von großer Reife. Sie konnte sowohl die Unschuld eines Mädchens verkörpern als auch die Kraft einer Frau.“
Produziert wurde der Film von dem deutschen X Filme Creative Pool gemeinsam mit der französischen Mandarin Production und FOZ. Als Koproduzenten fungierten u. a. Mars Films und France 2 Cinéma in Zusammenarbeit mit Universal Pictures, Canal+, France Télévisions, Warner Bros. und Manon 6, während weitere Förderungen von der Mitteldeutschen Medienförderung, Filmförderungsanstalt, dem Deutschen Filmförderfonds und dem Centre national du cinéma et de l’image animée stammten.

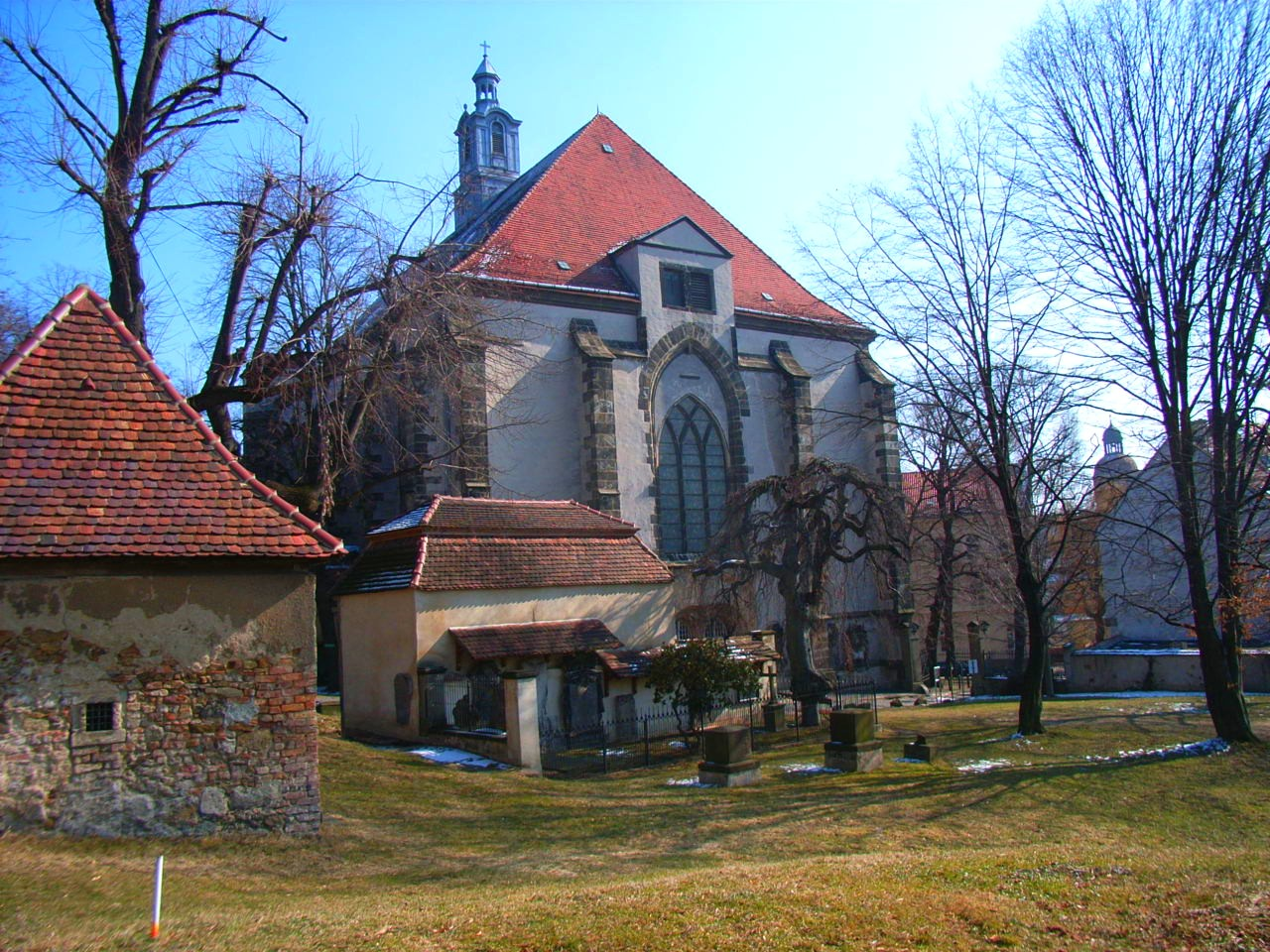
Der Görlitzer Nikolaikirchhof diente u. a. Ende August 2015 als Kulisse für die Dreharbeiten an Frantz’ Grab.
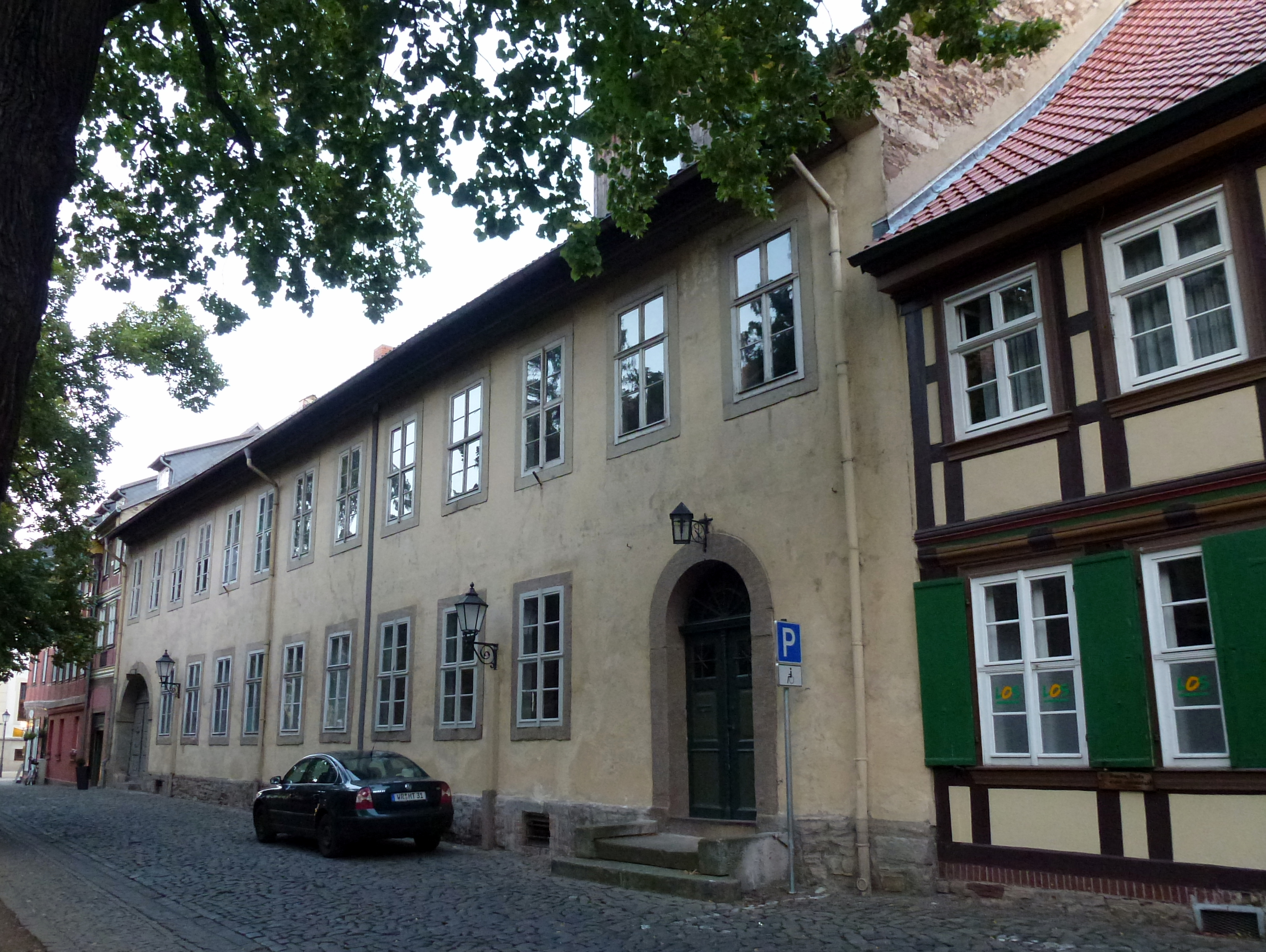
Das ehemalige Pfarrhaus am Liebfrauenkirchhof in Wernigerode war im September und Oktober 2015 Drehort für den Film.
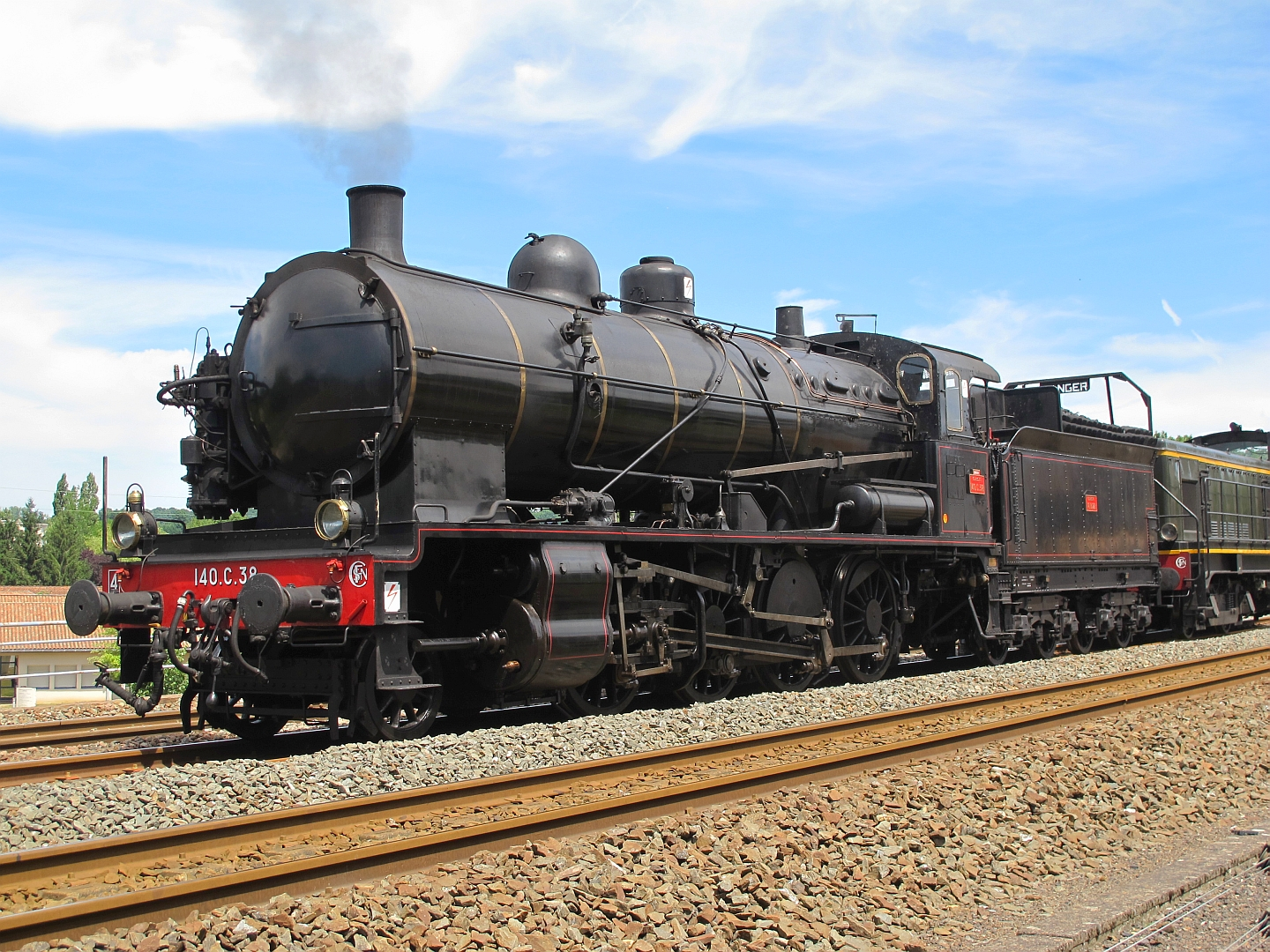
Für die Dreharbeiten in Eymoutiers wurde die Lokomotive 140 C 38 der Chemin de Fer Touristique Limousin Périgord (CFTLP) verwendet.

## Auszeichnungen
Frantz erhielt 2016 eine Einladung in den Wettbewerb der 73. Filmfestspiele von Venedig, wo Ozon um den Goldenen Löwen konkurrierte. Paula Beer erhielt den Marcello-Mastroianni-Preis als beste Nachwuchsschauspielerin. Bei der Verleihung des deutschen Gilde-Filmpreises auf der Filmkunstmesse Leipzig (19. bis 23. September 2016) gewann Frantz den Preis für die beste internationale Produktion und setzte sich dabei gegen die nominierten Beiträge Birnenkuchen mit Lavendel und Ewige Jugend durch.
Frantz erhielt 2017 elf  Nominierungen für den französischen Filmpreis César, genauso viele wie Elle, aber lediglich Pascal Marti für die beste Kamera gewann den Preis. Im selben Jahr folgten zwei Nominierungen für den Europäischen Filmpreis 2017 (Beste Darstellerin – Paula Beer, Bestes Drehbuch).